# ラマ属
ラマ属 Lama は、生物分類上のグループで、哺乳綱、ウシ目（偶蹄目）、ラクダ科に属する。南アメリカの高地に棲息し、家畜として利用される。
従来はアルパカもラマ属とされていたが、近年の調査の結果、遺伝子構成がビクーニャに類似しており、その近縁性が明らかにされ、ビクーニャ属に改められている。

## 種類
2種が知られている。
- グアナコ Lama guanicoe
- ラマ Lama glama